# Селімбрія

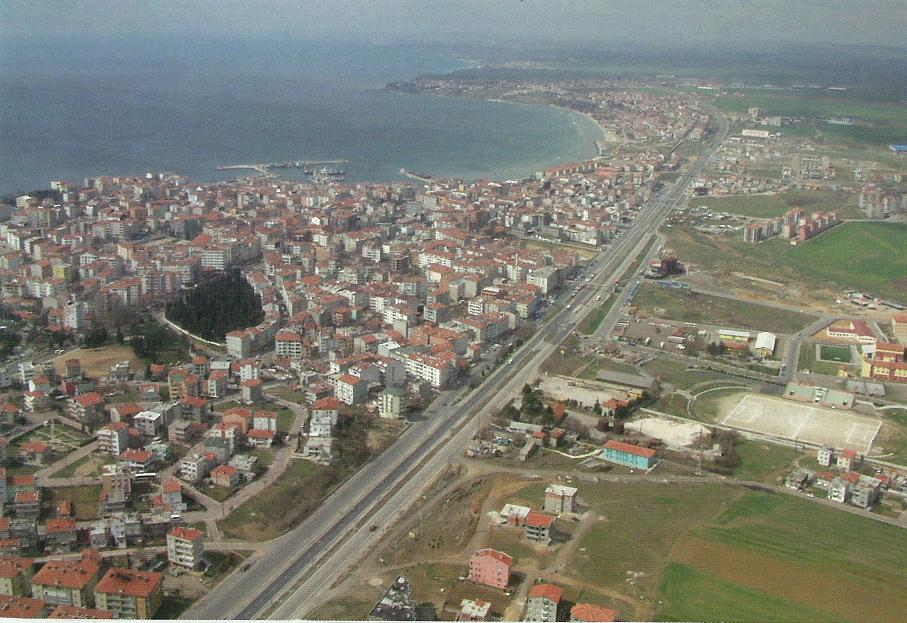
Пташиного польоту Силіврі

Селімбрія (дав.-гр. Σηλυμβρία) — давньогрецьке місто на європейському березі Мармурового моря.

## Історія
Археологічні дослідження засвідчили, що першим його населенням були фракійці, які використовували зручну гавань для торгівлі із близькими і далекими сусідами. У 670 р. до н. е. місцевість була захоплена грецькими переселенцями з Мегари, які заснували тут колонію під назвою Селімбрія. Страбон стверджував, що назва ця є поєднанням імені легендарного засновника Села і фракійського слова «бріва», що означає місто (схоже пояснення існує і щодо іншої мегарської колонії Месембрії, хоча деякі сучасні дослідники мають сумнів у достовірності такої версії ).
Селімбрія була батьківщиною давньогрецького вченого Геродіка.
У 410 до н. е. місто Алківіад приєднав місто до Афінського морського союзу. У 357 році до н. е. Селімбрія фактично перейшла під контроль потужнішого і впливовішого Візантія, хоча й зберігала самоврядування. З 348 р. до н. е. — під владою Македонії, з 146 р. до н. е. — Риму. Під час римського панування перетворилася на невеличке селище.
На початку V ст. було офіційно перейменоване на Евдоксіополь — на честь дружини східноримського (візантійського) імператора Аркадія (377—408), але нова назва не прижилася.
У 805 р. була пограбована болгарським ханом Крумом. Імператор Михаїл III (839—867) збудував на селімбрійському пагорбі фортецю, що витримала напади арабів і Русі.
У XIV ст. у місті відбулася урочиста церемонія одруження османського султана Орхана на Феодорі, донці візантійського імператора Іоанна VI (1292—1383). У 1399—1403 роках Селімбрія вперше перебувала під турецьким контролем, проте остаточно османи приєднали місто до своїх володінь лише у 1453 р., після падіння Константинополя. Османи називали Селімбрію на свій лад — Сіліврі. Цю назву місто носить і досьогодні.